# 反恐精英2
《反恐精英2》（简称CS2）為一款由Valve所开发的多人战术第一人称射击游戏。《反恐精英2》於2023年3月22日宣布，並於2023年9月27日正式發行，為《反恐精英》系列的第五代作品，同時在Steam上取代了2012年發行之《反恐精英：全球攻势》（CS:GO）。
与前作一样，这款游戏让名为反恐精英和恐怖分子的两个玩家团体在各种游戏模式中相互对抗，其中大多数时候都是围绕完成特定目标进行的（如安装/阻止/拆除炸弹或完成/阻止拯救人质）。相比《全球攻势》，《反恐精英2》在技术上有着重大改进，其游戏引擎由Source更新为Source 2，引入了可以交互的“响应式烟雾”，提升了图形表现效果，并重新设计了部分经典地图。

## 游戏特色
与该系列之前的游戏一样， 《反恐精英2》是一款多人战术第一人称射击游戏，两支队伍根据所选的游戏模式竞争以完成不同的目标。玩家分为两队，反恐精英和恐怖分子。每种游戏模式都有不同的目标，并分为数个回合，在回合开始时玩家可以购买不同的武器和装备来使用。在大多数游戏模式中，玩家每回合只有一条生命，如果他们死了，他们将无法继续游戏直到该回合结束。
游戏目前提供了五种游戏模式供玩家游玩：竞技、優先權（Premier）、休闲、搭档和死亡竞赛。竞技是游戏的主要模式，让两支五人队伍（即5v5）相互对抗，目标是消灭敌人，或者在时限之内完成该地图的任务，通常是炸弹拆除或人质解救任务（或阻止对面队伍完成这些任务）。完成目标后，团队将赢得该回合比赛并获得一分。每场比赛一般进行24回合，先达到13分的团队获胜。優先權模式的玩法与竞技模式类似，但優先權模式不会让玩家进入他们事先选定的地图，而是依靠玩家参与地图投票的禁选系统选择游玩的地图。它还遵循新的排位系统，取代前作的排位系统，根据玩家的表现给予玩家数字得分，而非粗略的段位，并设有全球和地区排行榜。前作的排位系统在竞技模式中仍然存在，但段位现在是根据每个地图分别确定的。休闲是一种与竞技几乎相同的模式，但没有竞技和優先權模式的排位系统；玩家数量也从5v5增加了一倍到10v10。搭档模式每队只有两名玩家，并且只有一个炸弹安放点，最先达到9分的团队获胜。死亡竞赛模式将玩家带入一张不划分队伍的地图中，死亡后会在地图随机地点重生，唯一的目标就是回合结束前获得最多击杀数。

## 开发历史
《反恐精英2》是使用Source 2游戏引擎开发的，作为《反恐精英：全球攻势》的更新，并且从《全球攻势》的各个方面都进行了更新以使用新引擎的功能。 这是十多年来《反恐精英》系列的第一部新作。 除了引擎的变化之外，游戏还更新了服务器架构，推出能更精确捕捉玩家输入的“子刷新频率”（sub-tick）功能。其他新机制还包括“响应式烟雾”，该功能实现了可通过手榴弹或子弹来改变烟雾弹产生的烟雾。
《全球攻势》中的许多地图都进行了升级，以利用Source 2引擎的新功能，包括新的光影和增强的纹理。在重新构建地图的过程中Valve将游戏中的地图分为了三个类别：“试金石地图”类别适用于布局未更改的地图（例如《II》），“升级地图”类别适用于使用Source 2引擎的新功能进行大规模图形升级的地图，以及“全面翻新的地图”类别适用于从头开始重建的地图。此外，《全球攻势》中的所有饰品也转移至《反恐精英2》，部分武器饰品的模型得到更新，以使用适用于所有默认武器的新模型和材质。
在当月早些时候传出《反恐精英：全球攻势》即将更新Source 2引擎的流言之后，于2023年3月Valve正式宣布了《反恐精英2》的存在并即将开启限量测试（Limited Test），并发布了三个展示游戏相对《全球攻势》变化的视频。当天晚些时候，《反恐精英2》的测试版（称为“限量测试”）作为《全球攻势》的更新发布。在限量测试期间，升级的地图和游戏的新功能随着时间的推移而发布。
《反恐精英2》于北美时间2023年9月27日向公众发布，取代了Steam上的《反恐精英：全球攻势》，并实质上下架了旧版游戏（可通过测试版选项访问的旧版本和长期缺乏维护的Xbox 360版本除外）。原本应当从《全球攻势》继承的不少功能被移除，例如“军备竞赛”和“头号特训”游戏模式，并且所有167个游戏内成就都被删除。除此之外，发布时仅包含十张地图。
北美时间2024年2月6日，Valve在一次更新中宣布军备竞赛游戏模式登录《反恐精英2》，提供两个官方游戏地图。
北美时间2024年6月26日，Valve在“真正的MVP”更新中宣布5张新地图登录《反恐精英2》，囊括了竞技模式，军备竞赛模式和搭档模式，并更新了MVP面板的展示。
为了检测和封锁CS2中的作弊者，开发者们使用了自动化系统Valve Anti-Cheat（VAC）。在2025年1月，他们宣布完成了新版本系统VAC 3.0的测试，该系统使用了人工智能和机器学习的元素。专家们称其为“反作弊系统历史上最重要的更新之一”。

## 评价
| 汇总媒体             | 得分      |
| -------------------- | --------- |
| Metacritic           | 82/100    |
| OpenCritic（推荐率） | 88%推荐率 |

| 媒体          | 得分   |
| ------------- | ------ |
| Edge          | 9/10   |
| Eurogamer     | 4/5    |
| GameStar      | 85%    |
| HardcoreGamer | 4/5    |
| Jeuxvideo.com | 15/20  |
| MeriStation   | 7.8/10 |
| PCGamesN      | 8/10   |
| Shacknews     | 9/10   |
| TechRadar     | 4/5    |

据评论聚合器Metacritic，基于9条评论,《反恐精英2》收到了评论家的“普遍好评”。

### 玩家评论
玩家最初的反应主要是对于Valve从Steam中完全移除《全球攻势》表示不满，这导致玩家无法访问《反恐精英2》中没有的模式，由于删除了内容，该游戏在发布后不久就在Steam上收到了数百条负面评论。游戏发布一周之后，PCGamesN和Insider Gaming报道称，《反恐精英2》已成为Steam上评分最低的Valve游戏，优化问题和内容删减被认为是导致玩家不满的主要原因。